# Уч-Терек (гора)
Уч-Терек (крим. terek — дерево, тюрк. уч — три) — гора в Криму, одна з вершин Демерджі-яйли. На схід від Північної Демерджі. Висота — 1246 м. Вершина в основному трав'яниста, подеколи — окремі дерева.